# Final de la Copa Mundial de Rugby de 2003

Alineaciones iniciales.

La Final de la Copa Mundial de Rugby de 2003 fue un partido de rugby que se jugó el 22 de noviembre de 2003 en el Estadio ANZ de Sídney. La jugaron Australia (anfitrión) e Inglaterra, repitiendo la Final de 1991 y fue la primera vez en el torneo que se reeditó una definición.
Con una multitud de 82.957 es, aún hoy, la final con más espectadores. También fue la segunda con tiempo extra, luego de la Final de 1995.
La audiencia en el Reino Unido fue de 15 millones de televidentes, siendo la transmisión más vista de 2003.

## Camino a la final
El partido definitivo cruzó al anfitrión que venía como claro favorito para levantar su tercera copa y a los ingleses, quienes no se lucían pero demostraban el rendimiento más alto del campeonato.

### Australia
Los Wallabies fueron anfitriones siendo reinantes campeones, bajo el mando de Eddie Jones y con bajas de históricos jugadores pero con nuevas caras estrellas como; los forwards Nathan Sharpe, George Smith y Phil Waugh, y los backs Matt Giteau, Stirling Mortlock y Lote Tuqiri.
Ganaron el grupo A venciendo a Argentina y al XV del Trébol, en cuartos de final derrotaron a Escocia y en semifinales triunfaron contra, su histórico rival; los All Blacks, siendo su mejor partido y repitiendo la hazaña del mundial de 1991.

### Inglaterra
La Rosa arribó a Australia como la mejor nación del hemisferio norte y con su mejor generación; los forwards Lawrence Dallaglio, Richard Hill, Martin Johnson y Jason Leonard, y los backs Mike Catt, Will Greenwood, Jason Robinson y Jonny Wilkinson; permitían afirmarlo.
Ganó el grupo C derrotando a Sudáfrica, en los cuartos venció a los Dragones rojos en su peor partido; aprovechando el desperfecto juego galés para que Wilkinson anote seis penales, y en semifinales triunfó ante Francia con 24 puntos (todos) de Wilkinson.

## Detalles del partido
| 22 de noviembre de 2003 | Australia                         | 17 – 20 (t.e.) | Inglaterra                                                 | Estadio ANZ, Sídney,                                     |                                                          |
|                         | Try Tuqiri 6' Penales Flatley (4) |                | Try 38' Robinson Penales (4) Wilkinson Drop 100' Wilkinson | Asistencia: 82.957 espectadores Árbitro(s): André Watson | Asistencia: 82.957 espectadores Árbitro(s): André Watson |

## Celebraciones

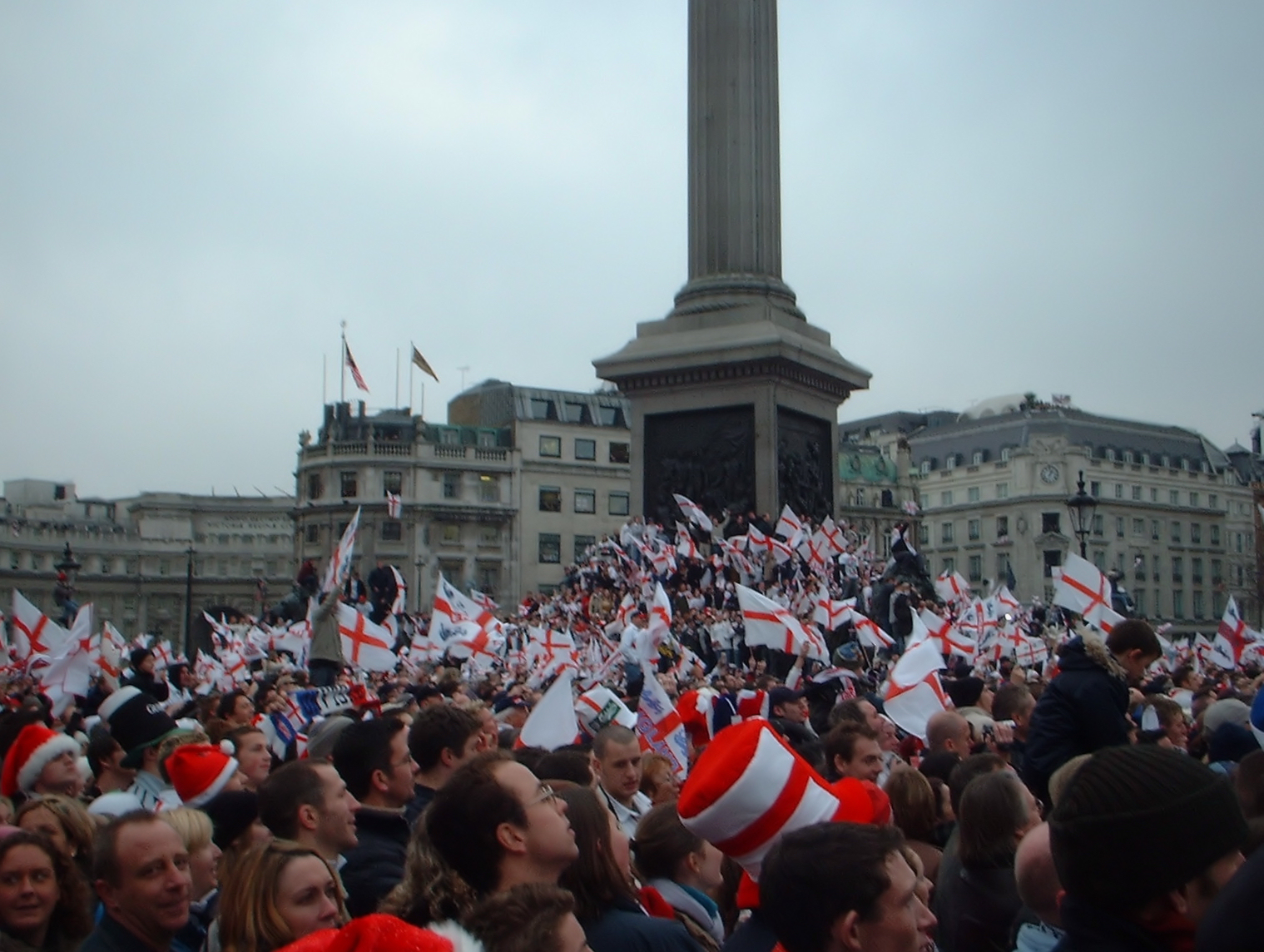
Festejos en Londres.

Se calcula que 700.000 personas, solo en Londres, salieron a las calles a festejar el triunfo de La Rosa el 22 de noviembre. Al día siguiente, el equipo inglés llegó al Aeropuerto de Londres-Heathrow donde una enorme cantidad de seguidores los recibió y cantó Swing Low, Sweet Chariot.
El lunes 8 diciembre se realizaron las celebraciones oficiales. Los miles de seguidores colmaron las calles de Londres para festejar la Copa del Mundo, el equipo desfiló en un autobús desde el Marble Arch a la Trafalgar Square, desde allí se dirigió al Palacio de Buckingham para recibir las felicitaciones de la reina Isabel II y finalmente visitaron a Tony Blair; el entonces primer ministro.